# Centro de Processamento de Dados Utah

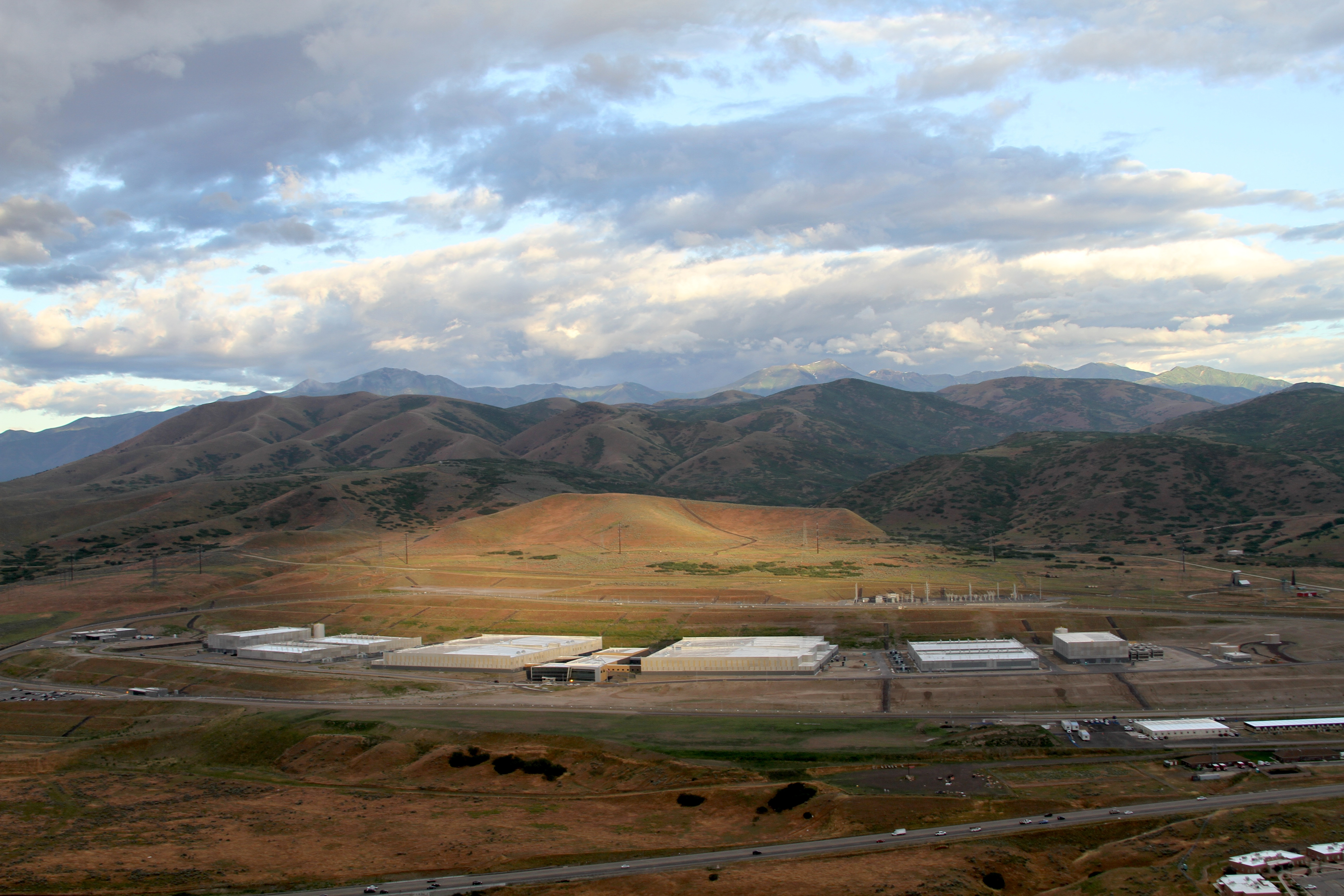
Data Center da NSA em Utah

Esquema de localização das edificações do UDAC

Centro de Processamento de Dados Utah ou (UDAC), para Utah Data Center, é o centro de processamento e armazenamento de dados gerenciado pela NSA, para atender a Comunidade de Inteligência dos Estados Unidos.
Apesar da controvérsia em curso sobre o envolvimento da NSA na prática da Vigilância em massa, o megaprojeto foi concluído no final de 2013 e custou cerca de  US$ 1.5 bilhão (dólar americano).
O mega centro se tornou totalmente operacional em Setembro de 2014.
Em 2012, James Bamford já publicava informações sobre o Centro de Processamento de Dados da NSA, sendo construido em Bluffdale, Utah e diretamente relacionado ao sistema de vigilância global revelado por Edward Snowden em 2013.
O local abriga, além do Centro de Processamento de Dados Utah, uma das maiores seitas americanas de polígamos com mais de 9.000 membros, a Apostolic United Brethren.

Vista panorâmica do Centro de Processamento de Dados Utah (Utah Data Center - UDAC), Bluffdale, Utah, USA

## Localização
O centro está localizado em Camp Williams, perto de Bluffdale, entre o Lago Utah e o Grande Lago Salgado, em Utah, nos Estados Unidos.
Em 2013, com as divulgações de vigilância em massa feitas por Edward Snowden, The Wall Street Journal escreveu que o Centro de Utah é o  "símbolo das proezas em vigilância das agências de espionagem " (americanas).

## Propósito do Centro
A revelação do PRISM em 2013, mostrou a capacidade da NSA de Vigilância global das comunicações em tempo real, seja na Internet ou de informações armazenadas por usuários, servidores etc...Os dados coletados ao redor do mundo já estão sendo direcionados e armazenados no mega Data Centro de Utah.
O centro de dados tem a capacidade de armazenar e processar toda esta informação agora e no caso da futura expansão das atividades de vigilância da NSA.
Defensores de privacidade e liberdades civis vêm levantando a preocupação sobre a capacidade única de controle mundial que tal centro de armazenamento de dados dá às agências de inteligência americanas.
Em 2013, o UDAC começou a armazenar dados de Internet, bem como dados telefônicos coletados pelos vários programas de vigilância utilizados pela NSA na Vigilância Global.

## Estrutura
No final de 2013, a A superfície da estrutura do complexo atinge 100.000 m2, incluindo 10.000 m2 dedicados para os servidores localizados em quatro edifícios e 90.000 m2 de espaço para suporte técnico e administrativo.
Um relatório sugere que o custo de hardawre, software e manutenção chega a 2 bilhões de dólares americanos.
O complexo vai consumir cerca de 65 Megawatts à um custo de 40 milhões de dólares americanos por ano.

## Dados a serem armazenados
O centro vai armazenar dados coletados via satélites, coletados das estações operando em frequências internacionais, dados das comunicações telefônicas, das conexões com os provedores de acesso à Internet, etc...
Essas informações serão disponibilizadas para a NSA, FBI, CIA, serviços militares americanos e outras agências americanas, seja para espionagem política, industrial e econômica, cibersegurança americana ou na luta contra o terrorismo.
O Chefe da Divisão Técnica da CIA, Gus Hunt, disse que "nós vamos tentar recolher tudo e guardar para sempre.".
Em agosto de 2012, The New York Times publicou um documentário feito por Laura Poitras, intitulado "O Programa", baseado em entrevistas com o ex-oficial da NSA William Binney (U.S. Oficial de Inteligencia Americano) considerado um dos melhores Matemáticos e criptoanalistas na História da NSA, tendo trabalhado para a agência por mais de 30 anos. Binney, juntamente com outro ex oficial da NSA Thomas Drake foram uns dos primeiros a tentar revelar as atividades de Vigilância em massa da NSA finalmente expostas por Edward Snowden em 2013. Binney de tornou um "whistleblower" devido ao que ele concluiu serem atividades de corrupção dentro da NSA relacionadas aos projetos de nome ThinTread e TrailBlazer
Binney relata que o propósito original do projeto ThinThread era dirigido para coleta de sinais de inteligência de países no exterior, fora dos Estados Unidos. Mas, afirmou Binney, após o ataque de 11 de setembro de 2001 aos Estados Unidos, controles que limitavam-se a coleta de dados de cidadãos norte-americanos foram removidos, o que levou as preocupações por ele e outros de que as ações eram ilegais e inconstitucionais. Binney alegou que a instalação em Bluffdale foi projetada para armazenar uma ampla gama de comunicações domésticas, além das vindas do exterior, para mineração de dados sem autorização judicial.

## Capacidade de Armazenamento
Em julho de 2013, com base nos planos estruturais da obra, a revista Forbes estimou a capacidade de armazenamento do centro como sendo de 3 a 12 exabytes, que são bilhões de gigabytes. Cada gigabyte equivale à 1 bilhão de bytes.
Para comparação, a revista disse que todas as chamadas de telefone dos Estados Unidos por um período de um ano (cerca de 272 petabytes) podem ser armazenado em um espaço que representa apenas 2% da capacidade de armazenamento de servidores do centro de processamento de dados em Utah.